# Corethropsis paradoxa
Corethropsis paradoxa är en svampart som beskrevs av Corda 1839. Corethropsis paradoxa ingår i släktet Corethropsis, divisionen sporsäcksvampar och riket svampar.   Inga underarter finns listade i Catalogue of Life.